# Rotschwanzamazone
Die Rotschwanzamazone (Amazona brasiliensis) ist eine mittelgroße, in Südamerika heimische Papageienart aus der Unterfamilie der Neuweltpapageien. Sie wurde zeitweilig als Unterart der Goldmaskenamazone eingeordnet, gilt jedoch mittlerweile als eigenständige Art.

## Beschreibung
Die Grundfärbung des Gefieders dieser 37 Zentimeter groß werdenden und insgesamt sehr farbenfrohen Amazonenart ist grün, wobei die Körperunterseite ins gelbgrünliche spielt. Der Scheitel, die Augenzügel und die Stirn sind rot, am Scheitel und am Hinterkopf sind die Federn außerdem blau gesäumt. Der Ohrfleck sowie die Wangenfedern sind gleichfalls blau gesäumt, die Federn sind insgesamt jedoch lila. Die Armschwingendecken, die Flügelfedern sowie die Rückenfedern sind dagegen gelb gesäumt.

## Verbreitung
Ihre Verbreitung ist auf einen schmalen Küstenstreifen im südöstlichen Brasilien beschränkt, sie bewohnt dort Mangrovengebiete, Sumpfgebiete und küstennahe Wälder. Mittlerweile brüten Rotschwanzamazonen nur noch auf den vor der Küste liegenden Inseln Ilha Comprida und Ilha do Mel und kommen nur noch zur Nahrungsaufnahme auf das Festland. Der Bestand der Rotschwanzamazone wird auf 3500 bis 4500 Individuen geschätzt.

## Lebensweise
Während die meisten Amazonenpapageien Nahrungsgeneralisten ist, frisst die Rotschwanzamazone hauptsächlich die Früchte von Callophyllum brasiliense, Syagus romanzoffianum und Psidium cattleyanum, nutzt aber auch 68 weitere Futterpflanzen.